# Farende folk
Farende folk er en norsk stumfilm fra 1922.

## Medvirkende
- Amund Rydland - Ahti
- Arna Fahlstrøm - Ahtis kæreste
- Lars Tvinde - Klemet / Sigøjinerhøvding
- Martin Gisti - Mjøltraavaren
- Agnes Mowinckel - Birgitte Værn
- Nils Hald - Jonas Værn
- Didi Holtermann - Veronika
- Magnus Hamlander - Reinert
- Karen Rasmussen - Varvara
- Aksel Opsann - Mr. Wilson
- P.A. Grindalen - Lensmanden
- Helga Rydland
- Ragnhild Hald - En ung kvinde (ikke krediteret)
- Tore Segelcke - En ung pige (ikke krediteret)